# Henryk Flinik

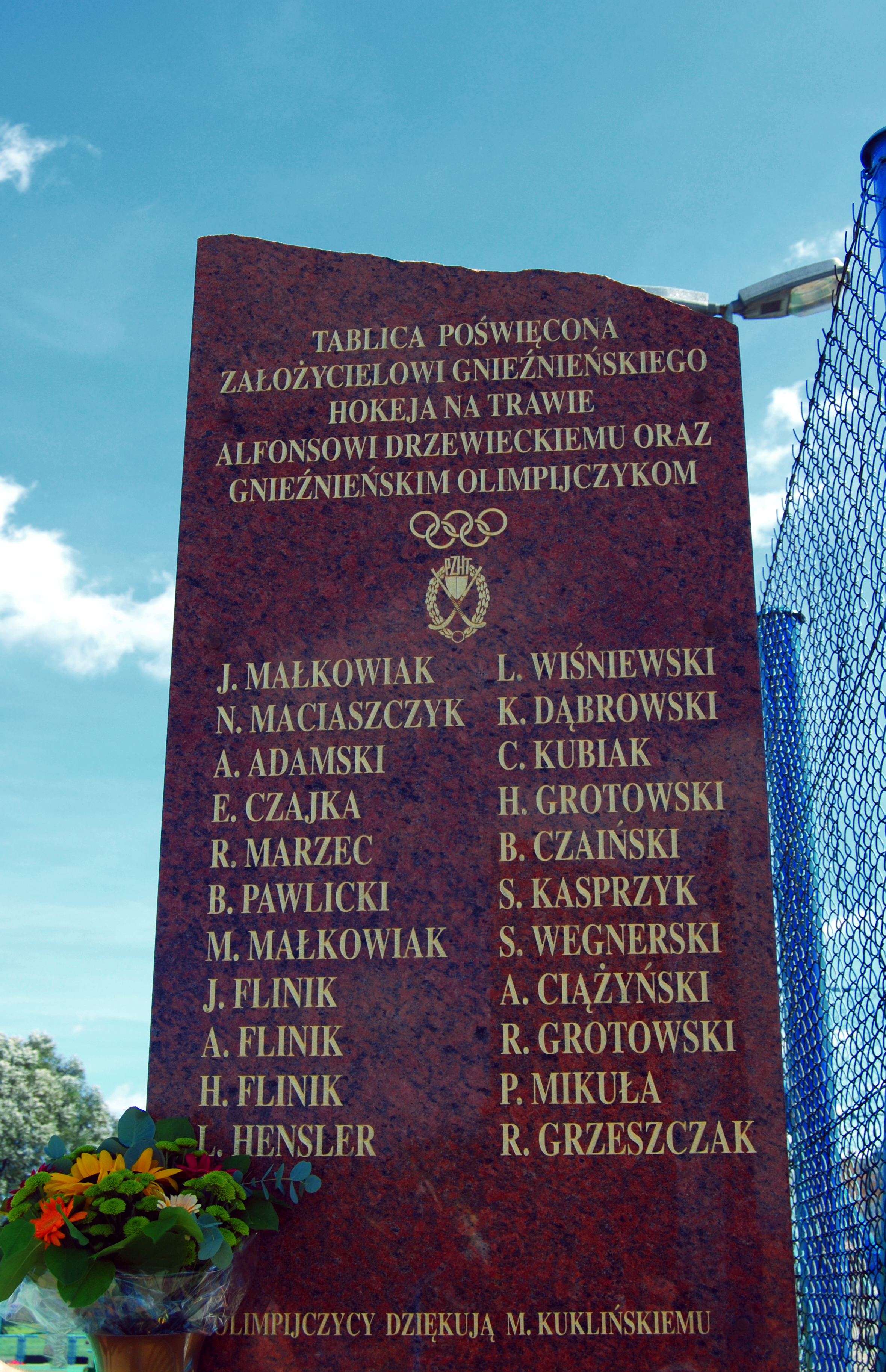
Tablica poświęcona Gnieźnieńskim olimpijczykom,wśród nich Henryk Flinik.

Henryk Flinik (ur. 20 stycznia 1928 w Gnieźnie, zm. 20 września 2008 tamże) – polski hokeista na trawie, olimpijczyk.
Syn Władysława i Agnieszki z Borowskich, ukończył Średnią Szkołę Zawodową w Gnieźnie (1951), uzyskując zawód ślusarza-mechanika. W latach 1947–1964 był zawodnikiem Stelli Gniezno (występującej również pod nazwami Spójnia i Sparta), z którą zdobył trzynaście tytułów mistrza Polski. W latach 1949–1960 wystąpił w 40 oficjalnych spotkaniach międzypaństwowych reprezentacji narodowej, strzelając 13 bramek i grając na pozycji napastnika. Dwukrotnie wystąpił w igrzyskach olimpijskich – w Helsinkach (1952, 6. miejsce) i Rzymie (1960, 12. miejsce).
Został odznaczony m.in. srebrnym Medalem za Wybitne Osiągnięcia Sportowe (1959). Wraz z nim w zespole narodowym występowali bracia – Alfons i Jan. Był żonaty (żona Maria z domu Szklarska), miał dwie córki.
Zmarł 20 września 2008 po ciężkiej chorobie.